# Maroon 5
Maroon 5 (Мару́н Файв) — американская поп-рок-группа, родом из Лос-Анджелеса, Калифорния. В данный момент участниками группы являются вокалист Адам Левин, клавишник и ритм-гитарист Джесси Кармайкл, гитарист Джеймс Валентайн, ударник Мэтт Флинн, клавишник Пи Джей Мортон и мульти-инструменталист Сэм Фаррар.
Адам Левин, Джесси Кармайкл, Микки Мэдден и ударник Райан Дусик основали группу Kara’s Flowers в 1994 году, пока ещё учились в старшей школе. Группа самостоятельно выпустила альбом We Like Digging?, затем подписали контракт с Reprise Records и в 1994 году выпустили другой альбом, The Fourth World. После того, как альбом был хорошо встречен публикой, группа расторгла контракт со звукозаписывающим лейблом, а её участники поступили в колледж.
В 2001 году группа вернулась, добавив в свой состав Джеймса Валентайна и изменив название на Maroon 5. В этот момент Кармайкл начал играть на клавишных, и клавишные стали его основным инструментом в группе. После этого группа подписала контракт с дочерней компанией J Records, Octone Records, и в июне 2002 года выпустила свой дебютный альбом в качестве Maroon 5, Songs About Jane. Главный сингл из этого альбома, «Harder to Breathe», получил мощную трансляцию, которая помогла альбому дебютировать с шестой строчки чарта Billboard 200. В 2004 году альбом стал платиновым и был назван «спящим хитом тысячелетия». Группа получила Грэмми в номинации Лучший новый исполнитель. Следующие несколько лет Maroon 5 гастролировала по всему миру в поддержку Songs About Jane и выпустила две концертные записи: 1.22.03.Acoustic (2004 год) и Live — Friday the 13th (2005 год). В 2006 году Дусик официально покинул Maroon 5 после серьёзных повреждений запястья и плеча и был заменён Мэттом Флинном. Затем группа записала второй альбом, It Won’t Be Soon Before Long, и выпустила его в мае 2007 года. Альбом достиг первой строчки в чарте Billboard 200, а главный сингл, «Makes Me Wonder», стал первым синглом группы, который достиг первой строчки в чарте Billboard Hot 100.
В сентябре 2010 года Maroon 5 выпустила третий студийный альбом, Hands All Over, который был переиздан в 2011 году с добавлением сингла «Moves Like Jagger» с участием Кристины Агилеры. Хотя оригинальная версия альбома получила неоднозначные отзывы, «Moves Like Jagger» достиг первой строчки Billboard Hot 100. 26 июня 2012 года группа выпустила четвёртый альбом, Overexposed. Все четыре сингла занимали высокие позиции в чарте Billboard Hot 100, включая второй сингл, «One More Night», который продержался на первом месте в течение девяти недель. В 2012 году клавишник Пи Джей Мортон стал официальным членом группы, после получения небольшого успеха со своими предыдущими альбомами в качестве R&B исполнителя. Добавление в состав Пи Джей Мортона означало, что впервые в группе Maroon 5 стало шесть официальных участников. В этом же году друг и давний соратник группы, а также басист Phantom Planet — Сэм Фаррар — присоединился к Maroon 5 в качестве участника тура, где играл на множестве инструментов (включая гитару, ударные и клавишные), был бэк-вокалистом, а также предоставлял семплы и другие спецэффекты. В мае 2014 года группа подписала контракт с Interscope Records и 2 сентября выпустила пятый студийный альбом, V. В конце 2016 года Фаррар стал официальным участником группы. 3 ноября 2017 года был выпущен шестой студийный альбом, Red Pill Blues. 14 июля 2020 Микки Мэдден покинул группу «на обозримое будущее», так как был обвинён ранее в домашнем насилии.
Всего было продано более 75 миллионов записей Maroon 5, что сделало группу одним из самых продаваемых исполнителей мира.

## История группы

### Kara’s Flowers и создание Maroon 5 (1994—2001)

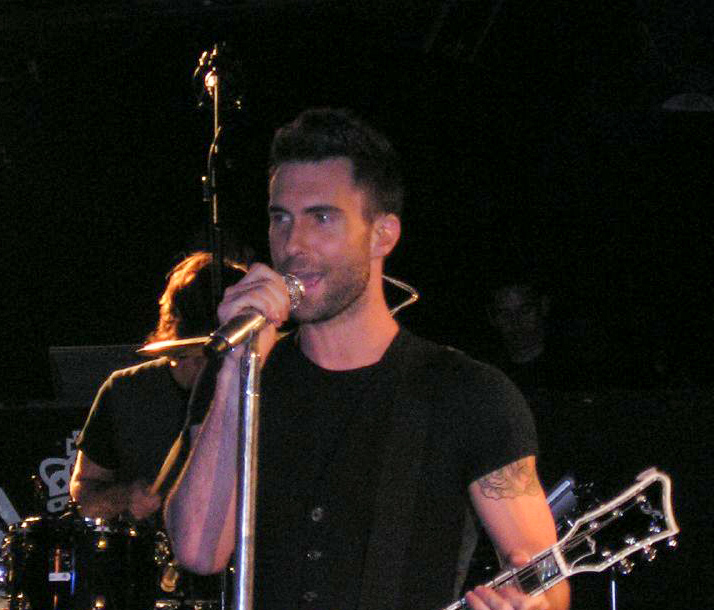
Адам Левин, Maroon 5

Адама Левина и Райана Дусика познакомил их общий друг, Адам Зальцман. Левину было 15 лет, а Дусику 16. Трое из пяти участников группы начали играть вместе в 12 лет. Четыре первоначальных участника группы встретились во время учёбы в Brentwood EMH School в Лос-Анджелесе. Посещая школу, Адам Левин и Джесси Кармайкл присоединились к Микки Мэддену и Райану Дусику, чтобы сформировать рок-группу Kara’s Flowers. Имя было взято у девушки, которая ходила в ту же школу, в которой и сформировалась группа. В 1997 году группа выступила на пляжной вечеринке в Малибу, и независимый продюсер Томми Аллен, услышав их игру, предложил стать их менеджером и записать альбом с его партнёром, автором песен Джоном Де-Никола, который известен своей работой над фильмом Грязные танцы, включая песню «(I’ve Had) The Time of My Life». Управляющая команда продюсера Роба Кавалло услышала запись, которую продюсировали Аллен и ДеНикола, что и привело Кавалло к тому, чтобы предложить им сделку с Reprise Records и перезаписать альбом. Однако, после выпуска альбома The Fourth World во время последнего года учёбы Левина и Мэддена в старшей школе стиль группы стал напоминать брит-поп 1960-х. Несмотря на высокие ожидания от группы и звукозаписывающей компании, их альбом пришёлся не по душе, а главный сингл, «Soap Disco», был провалом. Левин сказал, что провал альбома стал «огромным разочарованием», которое едва не привело к распаду группы. Было продано около 5000 копий альбома, и группа была забыта через шесть месяцев в начале 1998 года.
Дусик и Мэдден посещали колледж при Калифорнийский университете, а Левин и Кармайкл переехали на восточное побережье, чтобы посещать колледж Five Towns в Дикс-Хиллз, Лонг-Айленд, Нью-Йорк. Пока Левин и Кармайкл были в Нью-Йорке, они начали замечать окружающую их городскую музыку, а позже их песни подверглись влиянию стиля.
Группа снова вернулась в музыкальную индустрию в 2001 году. Продюсер Тим Соммер подписал их на временное соглашение с MCA Records и спродюсировал три трека в Лос-Анджелесе в середине 2001 года с Марком Дирнли. Вопреки совету Соммера, MCA отказались от группы, и эти треки не были выпущены. Группа собрала демо, которое было отвергнуто несколькими лейблами, прежде чем попасть в руки руководителей Octone Records Джеймса Динера, Бена Беркмана и Дэвида Боксенбаума. В поисках талантов для лейбла, Беркман получил множество демо от брата бывшего коллеги из Columbia Records, а песней, которая привлекла его внимание, стала «Sunday Morning», которую он назвал гениальной. Беркман был удивлён тем, что песня принадлежала Kara’s Flowers, ведь её звучание существенно отличалось от того, что он слышал в Warner Brothers.
Беркман призвал Динера и Боксенбаума вылететь в Лос-Анджелес на концерт Kara’s Flowers в Viper Room. Беркман рассказал HitQuarters о своей вере в то, что группе необходим «пятый участник, который будет играть на гитаре, освободит певца и станет звездой, которую я буду воспринимать». Octone Records настояли на изменение названия группы, чтобы она рассталась со своим поп-прошлым. Также, лейбл стал искать гитариста на замену Левину, чтобы он мог сосредоточиться на выступлении в качестве фронтмена. Джеймс Валентайн (группа Square, Лос-Анджелес) был нанят на работу. Присоединившись к группе, Валентайн сказал: «Я подружился с ними, мы вроде как сблизились, это было очень похоже на то, что я обманывал свою группу, у нас была некая связь, но я в конце концов оставил другую группу, чтобы присоединиться к ним.».

### АльбомSongs About Janeи уход из группы Райана Дусика (2002—2006)
Между тем временем, когда мы начали делать альбом [Songs About Jane] в 2001 году, и временем, когда альбом достиг вершины успеха в 2004 году, мы перестали быть голодающими музыкантами, которые задавались вопросом, какое будущее ведёт к волне успеха за пределами наших самых смелых ожиданий.
Джеймс Валентайн посещал Музыкальный колледж Беркли с Джоном Мейером в 1996 году, где они развили свои дружеские отношения. В 2002 году они снова подключились к радиопередаче Мейера. После того, как Мейер услышал их альбом, он был настолько впечатлён (в частности, «This Love», который стал самым успешным релизом альбома и открыл группе путь к суперзвёздам), что он пригласил их выступить на открытии его тура в начале 2003 года. Первый сингл, «Harder to Breathe», медленно начал собирать трансляцию, которая стимулировала продажи альбома. К марту 2004 года Songs About Jane достиг топ-20 Billboard 200, и «Harder to Breathe» занял двадцатое место в чарте Billboard Hot 100. Альбом достиг шестой строчки Billboard 200 в сентябре 2004 года, через 26 месяцев после выпуска. Это был самый длинный промежуток времени между выпуском альбома и его появлением в топ-10 с того времени, как результаты SoundCloud были-стали включаться в Billboard 200 в 1991 году. По всему миру было продано свыше 10 миллионов копий альбома. Всё это произошло после того, как группа "отказалась от своих постгранж корней ради любимого на радио поп-соул, даже тогда, когда занимались хард-роком. В 2004 году Мейер снова пригласил группу выступить на открытии. Следующие три года группа гастролировала почти без остановок и посетила шестнадцать стран. В это время группа гастролировала с Мишель Бранч, Грэхэмом Колтоном и The Rolling Stones. Среди других исполнителей, с которыми гастролировала группа, были Гевин ДеГро, Matchbox Twenty, Sugar Ray, Counting Crows, Phantom Planet, The Hives, Dashboard Confessional, Саймон Доус, The Thrills, Thirsty Merc, Марк Бруссард, The Donnas, The RedWest, Майкл Толчер и Guster.
Сэм Фаррар сказал, что песня Алии «Are You That Somebody?» повлияла на группу, в частности, на песню «Not Coming Home».
Songs About Jane добрался до первой строчки ARIA Charts (Австралия), в то время как «Harder to Breathe» попал в топ-20 в чартах США и Великобритании и в топ-40 в Австралии и Новой Зеландии. Альбом также попал на первую строчку в Великобритании. Второй сингл, «This Love», достиг пятой строчки в США, третьей в Великобритании и восьмой в Австралии. Третий сингл, «She Will Be Loved», попал в топ-5 в США и Великобритании и на первую строчку в Австралии. Четвёртый сингл, «Sunday Morning», попал в топ-40 в США, Великобритании и Австралии. Maroon 5 также выступила на концерте Live 8 в Филадельфии в 2005 году. Их выступление включало кавер-версию песни Нила Янга «Rockin' In The Free World», которую фронтмен Левин исполнил с одним из своих героев, и заключительный акт со Стиви Уандером. 13 мая 2005 года в Санта-Барбаре, Калифорния, группа возглавила Honda Civic Tour. 9 июня 2005 года группа выступила на церемонии вручения премии Американского института киноискусства кинорежиссёру Джорджу Лукасу. Лукас лично выбрал Maroon 5 для этого события, так как в то время это была любимая группа его детей.

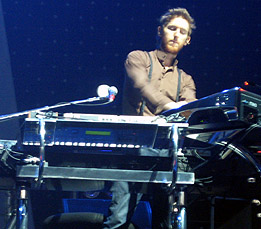
Джесси Кармайкл, Maroon 5

За время продолжительных турне ударник группы Райан Дусик перенёс несколько травм и в результате достиг такого состояния, в котором не мог играть на ударных. Он несколько раз брал отсрочку от гастролей, и ему каждый раз находили временную замену — однако в сентябре 2006 года Дусик официально покинул группу насовсем. Ударник Гевина ДеГро и The B-52s Мэтт Флинн, взятый за несколько месяцев до этого в качестве временного участника, предпочёл остаться с группой на постоянной основе.

### АльбомIt Won’t Be Soon Before Long(2006—2008)
После восьмимесячной записи в 2006 году, в марте 2007 года вышел второй альбом группы It Won't Be Soon Before Long на лейбле A&M/Octone Records. По словам Левина, следующий альбом после Songs About Jane «более сексуальный и серьёзный», написанный под впечатлением от таких исполнителей 80-х, как Принс, Шабба Рэнкс, Майкл Джексон и Talking Heads. В Los Angeles Times Энн Пауэрс написала, что It Won’t Be Soon Before Long — это «ледяная горячая смесь электро-фанка и голубоглазого соула, которая работает своей безжалостной жилкой с уверенностью Джеймса Бонда». Перед выпуском альбома, сингл «Makes Me Wonder» был на первом месте по продажам в iTunes. Также альбом стал самым продаваемым с более чем 50,000 предварительными продажами. После выпуска альбом за неделю побил все рекорды продаж в iTunes, продав более 101,000 копий. Первый сингл, «Makes Me Wonder», впервые прозвучал на радио 27 марта 2007 года. В чарте Billboard Hot 100 песня появилась на 84 строчке, что является самым низким местом среди дебютных синглов. В первую неделю мая сингл поднялся с номера 84 до верхней строчки, это самый большой скачок за всю историю чарта. «Makes Me Wonder» также был на первом месте в таких чартах, как Hot Digital Songs, Pop 100 и Hot Dance Club Play.
В поддержку альбома в начале июня 2007 года группа выступила в «шестидневном клубном туре», во время которого посетила небольшие места в Бостоне, Сан-Франциско, Лос-Анджелесе, Миннеаполисе, Майами и Нью-Йорке. Также у группы был концерт, который транслировался на MSN Music в середине июня. 10 июля группа выступила на открытии концерта The Police в Майами, а на следующий день в клубе Studio A в Майами было их акустическое выступление. Во время мирового турне It Won’t Be Soon Before Long в 2007 году группа посетила 28 городов в Северной Америке. Тур начался в Детройте 29 сентября и завершился 10 ноября в Лас-Вегасе. Особый гость тура, The Hives, выступал на каждом концерте, в то время как Сара Бареллис, Кевин Майкл и Phantom Planet выступали на отдельных его частях. Группа гастролировала с Dashboard Confessional во время их мирового турне 28 марта 2008 года, а также с OneRepublic, Брэнди Карлайл и Раем Кумингом. Группа также выступила на шоу American Idol с песнями «Makes Me Wonder» (6 сезон) и «If I Never See Your Face Again» (7 сезон). В переиздание альбома вошла песня «If I Never See Your Face Again», исполненная в дуэте с Рианной. Также эта песня вошла в переиздание альбома Рианны Good Girl Gone Bad. Пятый сингл «Goodnight Goodnight» прозвучал в рекламе The CW Fall 2008.

### АльбомHands All Over(2009—2011)
Левин сказал, что группа достигла своего пика и может выпустить ещё один альбом до своего распада. Он пояснил: «Я наконец хочу стать совершенно другим человеком, потому что я не знаю, хочу ли заниматься этим в свои 50, 60 лет, как The Rolling Stones».
В 2009 году коллектив отправился в Швейцарию на запись нового альбома с продюсером Робертом Лангом. Альбом, названный Hands All Over, был выпущен 21 сентября 2010 года. В Billboard 200 альбом дебютировал на второй строчке, уступив лишь альбому Zac Brown Band You Get What You Give. Несмотря на такое высокое положение в чарте, было продано только 142,000 копий альбома, что было не очень хорошо, по сравнению с предыдущим альбомом It Won’t Be Soon Before Long, который дебютировал на первой строчке с проданными 429,000 копиями. Альбом получил неоднозначные отзывы от музыкальных критиков, хотя многие из них хвалили альбом за его производство. Первый сингл из альбома, «Misery», был выпущен 22 июня 2010 года. С 22 июля по 24 сентября 2011 года группа гастролировала с Train.
12 июня 2011 года альбом Hands All Over был переиздан для того, чтобы включить в список летний хит «Moves Like Jagger», записанный вместе с Кристиной Агилерой. Песню исполнили вживую на шоу «Голос» (англ. The Voice) 21 июня 2011 года, а в сентябре песня добралась до первой строчки чарта Billboard Hot 100. Фронтмен Левин также участвовал в записи песни Gym Class Heroes «Stereo Hearts», которая была на четвёртом месте в Billboard Hot 100. 8 сентября 2011 года Джесси Кармайкл заявил, что, вероятно, группа начнёт записывать новый альбом в течение года. 1 октября 2011 года группа выступила на концерте Rock in Rio в Рио-де-Жанейро, Бразилия. Maroon 5 выступила в последний час концерта вместо Jay-Z, который отменил своё выступление по личным причинам. В сентябре 2011 года в поддержку Feeding America группа выпустила свой вкус чая Snapple, который был назван «Tea Will Be Loved».
5 ноября 2011 года Maroon 5 исполнила песни «Moves Like Jagger» и «Stereo Hearts» с Трэви Маккоем на Saturday Night Live. Группа исполнила те же песни, но с Кристиной Агилерой и Gym Class Heroes 20 ноября 2011 года на American Music Awards, где выиграла свою первую награду «Любимой поп/рок группе/дуэту». Группа исполнила «Moves Like Jagger» на Victoria’s Secret Fashion Show 2011. Во время промоакции Coca-Cola в марте 2011 года группа участвовала в специальной студийной сессии, в ходе которой у группы было только 24 часа на запись совершенно новой песни при помощи музыканта Пи Джей Мортона. По истечении времени песня «Is Anybody Out There» стала доступна для скачивания на официальном сайте Coca-Cola. В 2012 году группа совместно с Роззи Крейн записала песню для саундтрека к фильму «Голодные игры» под названием «Come Away to the Water». 12 февраля 2012 года на 54-й церемонии «Грэмми» группа выступила с Foster the People и The Beach Boys на концерте, посвящённому пятидесятой годовщине The Beach Boys.

### АльбомOverexposedи «временный уход» из группы Джесси Кармайкла (2012—2014)
9 марта 2012 года на официальном сайте Maroon 5 появилось сообщение о временном уходе из группы клавишника Джесси Кармайкла. В сообщении указывалось, что Джесси Кармайкл взял временный перерыв для того, чтобы посвятить больше времени музыкальному обучению и «искусству исцеления». Группа продолжила свою работу над четвёртым альбомом Overexposed, который был выпущен 26 июня 2012 года. Им помогал клавишник и бэк-вокалист Пи Джей Мортон, который гастролировал с ними с 2010 года и стал полноправным членом группы после этого объявления, поскольку он стал успешным как R&B исполнитель. Левин сказал, что Overexposed — это «самый разнообразный и попсовый альбом». 16 апреля 2012 года на шоу «Голос», где Левин был одним из жюри, группа презентовала первый сингл из нового альбома «Payphone» совместно с Уиз Халифа. Трек дебютировал с третьей строчки чарта Billboard Hot 100 и поднялся до второй строчки. Второй сингл «One More Night» был выпущен 19 июня 2012 года и достиг первого места в Billboard Hot 100, обогнав песню PSY «Gangnam Style», которая продержалась на первом месте в течение девяти недель, и сингл Карли Рэй Джепсен «Call Me Maybe», который также был на первом месте чарта наибольшее количество недель 2012 года. Эта песня также прозвучала в сериале «Стрела» и шоу «Танцы со звёздами».
В начале Overexposed World Tour в Южной Америке Maroon 5 представила публике нового члена группы — их старый и близкий друг Сэм Фаррар, который играет на гитарах, иногда на бас-гитаре, перкуссии, клавишных, бэк-вокалист и предоставляет семплы и другие спецэффекты (используя MPC). Фаррар был соавтором и сопродюсером нескольких песен группы почти из всех студийных альбомов, а также создал ремикс песни «Woman» (Songs About Jane: 10th Anniversary Edition (2012 год)) в альбоме Call and Response: The Remix Album, выпущенном в 2008 году.
27 ноября 2012 года группа выпустила третий сингл «Daylight». В поддержку песни группа запустила проект «The Daylight Project», который призвал фанатов снимать собственные видео, которые будут включены в официальный клип «Daylight», режиссёром которого будет Юнас Окерлунд. В первый раз «Daylight» была исполнена 8 ноября 2012 года на шоу «Голос», а официальный клип был выпущен 10 декабря 2012 года. Чуть более четырёх месяцев спустя в первую неделю апреля 2013 года «Daylight» достиг первой строчки в Mainstream top 40, установив рекорд по количеству песен группы, оказавшихся на первом месте за более чем 20 лет.
1 апреля 2013 года группа объявила, что возглавит 12th Annual Honda Civic Tour с особым гостем, Келли Кларксон. Тур начался 1 августа 2013 года в Verizon Wireless Amphitheatre в Сент-Луисе, Миссури и закончился 6 октября 2013 года с концертом в Голливуд-боул в Лос-Анджелесе. Четвёртый и последний сингл «Love Somebody» группа выпустила 14 мая 2013 года, впервые исполнила на шоу «Голос» 20 мая, а клип, режиссёром которого стал Рич Ли, был выпущен на следующий день, 21 мая.
В феврале 2014 года группа исполнила «All My Loving» и «Ticket to Ride» на концерте «The Night That Changed America: A Grammy Salut to The Beatles», посвящённому пятидесятой годовщине прибытия The Beatles в США.

### Возвращение Кармайкла и альбомV(2014—2016)
В апреле 2013 года Джеймс Валентайн сказал, что группа уже начала записывать песни для пятого альбома: «Звук того, над чем мы сейчас работаем, возможно, немного потемнел, может даже стал ближе к „Songs About Jane“, но у нас есть множество разных песен, и пока рано что-либо говорить.»
15 апреля 2014 года Джесси Кармайкл подтвердил своё возвращение в группу. 29 апреля группа выступила на «The Today Show» в Rockfeller Plaza в Нью-Йорке, а 1 сентября их выступление стало частью Toyota concert series.
18 мая 2014 года группа объявила дату выхода их пятого альбома V — 2 сентября 2014 года на лейбле Interscope Records. Первый сингл «Maps» был выпущен 16 июня 2014 года. Сингл достиг шестой строчки Billboard Hot 100. Альбом V стал первым в чарте Billboard 200 20 сентября 2014 года. Альбом был также выпущен ограниченным тиражом компанией ZinePak. V получил неоднозначные отзывы от критиков. Брэд Уэт, пишущий для Billboard, сказал: «Вокал Левина, схожий с колибри, и его страстная подача столь же горячи, как в 2002 году во времена дебютного альбома Songs About Jane».
10 августа 2014 года группа возглавила Hyundai Card City Break, рок-фестиваль в Южной Корее. 11 сентября 2014 года Maroon 5 также выступала на iTunes Festival в The Roundhouse в Лондоне, Англия (все концерты в рамках фестиваля транслировались по всему миру). Второй сингл, «Animals», был впервые представлен в рекламе Kia Soul и был доступен для бесплатной загрузки на официальном сайте Kia в течение ограниченного времени после премьеры рекламы 21 августа 2014 года. Сингл достиг третьей строчки в Billboard Hot 100.
18 ноября 2014 года Maroon 5 выступила на рождественском выпуске Грэмми под названием «A Very Grammy Christmas», а 12 декабря 2014 года на Jingle Ball.
Третий сингл «Sugar» был выпущен 14 января 2015 года. Он достиг шестой строчки UK Singles Chart и второй строчки Billboard Hot 100. Песня также была представлена в рекламе Nissan.
В феврале 2015 года Maroon 5 отправилась в мировой тур, который охватил Северную Америку, Европу, Африку, Азию и Океанию и закончился 19 сентября 2015 года в Лиме, Перу. Концерты открывали Magic!, Роззи Крейн, Ник Гарднер и Dirty Loops.
25 сентября 2015 года группа выпустила свой альбом величайших хитов Singles на лейблах Interscope и 222 Records. Он содержит 12 синглов из предыдущих студийных альбомов.
6 ноября 2015 года группа объявила, что они отправятся в свой тур по Северной Америке в сентябре и октябре 2016 года с Туве Лу, R. City и Phases. 25 июня 2016 года в годовщину выпуска альбома Songs About Jane группа праздновала #Maroon5Day в сотрудничестве с ЮНИСЕФ в поддержку детей, нуждающихся в медицинском обслуживании.
В ноябре 2015 года гитарист Джеймс Валентайн рассказал о стремлениях группы относительно шестого альбома, сказав, что группа хочет «сделать следующую запись более традиционной… как мы делали Songs About Jane, просто сидя в комнате с нашими инструментами и обсуждая. Было забавно экспериментировать над парой последних записей с более электронным звуком, но, возможно, мы зашли настолько далеко, насколько это сейчас возможно».

### АльбомRed Pill Blues(2016—2019)
11 октября 2016 года группа выпустила сингл «Don’t Wanna Know» при участии Кендрика Ламара.
13 января 2017 года Адам Левин рассказал, что группа работает над шестым альбомом. По его словам, альбом выйдет «преждевременно», и на него повлияет R&B. Другой сингл, «Cold», при участии американского рэпера Фьючера, был выпущен 14 февраля 2017 года. 13 августа 2017 года на Teen Choice Awards Левин объявил, что альбом будет выпущен в ноябре 2017 года.
Следующий сингл, «What Lovers Do», при участии американской R&B певицы SZA, был выпущен 30 августа 2017 года. 4 октября 2017 года стало известно, что альбом, названный Red Pill Blues, станет доступен для предзаказа в iTunes 6 октября. Альбом был выпущен 3 ноября 2017 года.
16 января 2018 года в качестве второго сингла из альбома была выпущена песня «Wait», а 31 мая того же года в качестве третьего сингла была выпущена песня «Girls Like You». Ремикс «Girls Like You» с участием Карди Би провел семь недель подряд на первом месте чарта Billboard Hot 100.
В качестве специальных гостей у Maroon 5 на Red Pill Blues Tour отметились Джулия Майклз, Cxloe и Sigrid. В июне 2018 года группа записала кавер-версию песни Bob Marley and the Wailers «Three Little Birds» для рекламы автомобиля Hyundai Santa Fe и для Чемпионата мира по футболу 2018. Также на неё было снято музыкальное видео, режиссёром которого выступил Джозеф Кан.
В январе 2019 года Левин и Джесси Кармайкл вместе с участником Pearl Jam Стоуном Госсардом исполнили песню Криса Корнелла «Seasons», в рамках трибьют-концерта I Am the Highway: A Tribute to Chris Cornell. 3 февраля 2019 года группа выступила хедлайнером на Super Bowl LIII halftime show, проходившего в Атланте, в штате Джорджия, на Мерседес-Бенц Стэдиум, вместе с рэперами Big Boi и Трэвисом Скоттом. Однако это выступление группы получило плохие отзывы критиков, и считается, что это было одно из худших шоу между половинами Суперкубка в истории НФЛ. 8 июня 2019 года Maroon 5 выступили на фестивале Summertime Ball, организованного радиостанцией Capital и проходившего на стадионе «Уэмбли» в Лондоне.

### Jordiи уход Мэддена (2019—2023)
20 сентября 2019 года группа выпустила песню «Memories», которая достигла 4 места в чарте Hot 100. Она стала главным синглом их предстоящего седьмого студийного альбома. В октябре 2019 года Джеймс Валентайн раскрыл подробности о работе новым альбомом, заявив: «Это предвещает новый альбом, над которым мы сейчас работаем в студии. Ну да, мы работаем над новым альбомом.» Maroon 5 начали свой The 2020 Tour по Южной Америке с 23 февраля по 10 марта 2020 года. Североамериканский этап был первоначально запланирован на лето 2020 года, но из-за пандемии COVID-19 даты были перенесены и будут включены в предстоящий 2021 Tour. Тур начнётся 9 марта 2021 года и закончится 2 октября того же года.
В июне 2020 года стало известно, что Дэвид Добкин снимает документальный фильм о группе. Ожидается, что он будет выпущен также в 2021 году.
27 июня 2020 года басист Микки Мэдден был арестован в Лос-Анджелесе по обвинению в домашнем насилии, а спустя несколько дней 14 июля в People Magazine он объявил, что уходит из группы «на обозримое будущее».
20 июля Maroon 5 анонсировали второй сингл седьмого альбома «Nobody's Love», релиз которого состоялся спустя четыре дня. 16 декабря 2020 года Левин объявил, что их седьмой студийный альбом выйдет в 2021 году. 3 марта 2021 года вышел следующий сингл «Beautiful Mistakes» с участием американской рэперши Megan Thee Stallion. 29 апреля 2021 года группа объявила, что их седьмой студийный альбом Jordi выйдет 11 июня 2021 года. По информации официального интернет-магазина группы, синглы «Memories», «Nobody's Love» и «Beautiful Mistakes» все появятся в альбоме. Альбом получил смешанные отзывы.
В сентябре 2021 года группа Maroon 5 выступила в качестве хедлайнера в телевизионном спецвыпуске под названием Shine a Light: A Tribute to the Families of 9/11, показанном на CNN в честь 20-й годовщины терактов 11 сентября. В мае 2022 года Maroon 5 дали концерт у пирамид Гизы в Каире.[173] Там Пи Джей Мортон заявил, что выступление группы в Египте было лучше, чем их выступление на Суперкубке 2019 года . Позже группа впервые выступила в Лас-Вегасе под названием Maroon 5: The Las Vegas Residency в Dolby Live at the Park MGM. Шоу началось в марте 2023 года и должно закончиться в октябре 2024 года.
В январе 2023 года было объявлено, что группа выступит на первом фестивале The Town Festival в Бразилии 7 сентября 2023 года.

### 2023 — настоящее время: Новая музыка
19 мая 2023 года группа выпустила новый сингл под названием «Middle Ground». В октябре 2023 года Левин сообщил, что новая музыка выйдет в 2024 году.

## Музыкальный стиль и влияние
Я думаю, классическая песня Maroon 5 — это минор, ещё у неё есть немного фанка, гитары в стиле Найла Роджерса, а текст, вероятно, о разбитом сердце. Поэтому минор, фанк и горькая печаль — вот формула песни Maroon 5.
Адам Левин сказал: «Всё, что написано, исполнено и собрано вместе, исходит от нас. Думаю, люди были бы удивлены, узнай они, что мы делаем всё самостоятельно. Мы — группа, которая делает своё собственное дело. У нас нет кукловодов». Однако, в статье об авторе песен и продюсере Бенни Бланко выясняется, что некоторые песни, например, «Moves Like Jagger», являются результатом сотрудничества группы с профессиональными авторами и продюсерами. В той же статье Левин говорит: «Похоже на то, что [Бенни Бланко] получил характерную черту Мидаса — собирать правильных людей в нужное время, чтобы создать музыкальный момент. Он занят сотрудничеством. Он настолько хорош в том, как заставить людей делать лучше».
В качестве исполнителей, влияющих на музыку группы, Maroon 5 назвала Elita 5, Майкла Джексона, The Police, Bee Gees, Джастина Тимберлейка, Стиви Уандера, Tonic, Принса, Тупака Шакура и Марвина Гэя. Адам Левин также включил в список Билли Джоэла. Гитарист Джеймс Валентайн сказал, что на него повлияли Патрик Мэтини, Билл Фриселл и Джон Скофилд так же, как и рок-группа Queens of the Stone Age. Как правило, в песнях группы слышен звук гитары, часто сопровождаемый фортепиано или синтезатором. Тема любви, преимущественно потерянной любви, — главная тема большинства песен группы. Такие песни, как «This Love», «Makes Me Wonder» и «Misery» имеют более циничный тон, часто выражая недовольство отношениями, в то время как их более проникновенные и эмоциональные песни, такие как «She Will Be Loved» и «Never Gonna Leave This Bed» выражают стремление к романтическим отношениям. В «Makes Me Wonder» есть вторичная тема, где Левин выражает своё недовольство состоянием американской политики и Иракской войной.
Стиль песен группы меняется от альбома к альбому. Songs About Jane содержит песни о бывшей девушке Левина Джейн Херман. В It Won’t Be Soon Before Long, однако, песни менее личные, а звук более электронный с использованием синтезаторов, создавая ощущение ретро. Hands All Over продолжает тему потерянной любви наряду с песнями об увлечении и был переиздан в 2011 году с хитом «Moves Like Jagger», песня в жанре электропоп, которая представляет собой резкую смену звучания группы ближе к танцевальной музыке. «С этой песней мы шли на риск, — сказал Левин. — Это смелое заявление. У нас ещё не было таких песен. Было захватывающе делать что-то другое, что-то новое. Я рад, что всем понравилось». Джеймс Валентайн назвал Overexposed «нашим самым попсовым альбомом, и мы не стесняемся этого». Они также экспериментировали в нескольких альбомах со звучанием новой волны и диско.

## Состав группы
- Адам Левин — ведущий вокал,  иногда соло и ритм-гитара, бас-гитара, ударные, клавишные (1994 — по настоящее время)
- Джесси Кармайкл — клавишные, ритм-гитара, бэк-вокал (1994—2012, 2014 — по настоящее время)
- Джеймс Валентайн — соло и ритм-гитара, бэк-вокал, иногда клавишные (2001 — по настоящее время)
- Мэтт Флинн[англ.] — ударные, перкуссия (2006 — по настоящее время); концертный участник 2004-2006
- Пи Джей Мортон — клавишные, бэк-вокал (2010—2012 как концертный участник, 2012 — настоящее время как официальный участник)[172][173]
- Сэм Фаррар[англ.] — бас-гитара, программирование, сэмплы, перкуссия, клавишные, гитара, бэк-вокал (2016 — по настоящее; концертный участник 2001, 2012—2016, в студии 2001—2016)

Бывшие участники:
- Райан Дусик — ударные, перкуссия, бэк-вокал (1994—2006)
- Микки Мэдден — бас-гитара (1994—2020)

## Дискография
Kara’s Flowers
- 1995 — We Like Digging?
- 1997 — The Fourth World
- 1998 — Stagg Street Recordings

Студийные альбомы
- 2002 — Songs about Jane
- 2007 — It Won't Be Soon Before Long
- 2010 — Hands All Over
- 2012 — Overexposed
- 2014 — V
- 2017 — Red Pill Blues
- 2021 — Jordi
- 2025 — Love Is Like

Концертные альбомы
- 2004 — 1.22.03.Acoustic
- 2005 — Live — Friday the 13th
- 2008 — Live from SoHo
- 2008 — Live from Le Cabaret

Альбомы ремиксов
- 2008 — Call and Response: The Remix Album

## Туры
- Songs About Jane Tour (2002—2004)
- 5th Annual Honda Civic Tour (2005)
- It Won’t Be Soon Before Long Tour (2007—2008)
- Back to School Tour (2009)
- Palm Trees and Power Lines Tour (2010)
- Hands All Over Tour (2010—2012)
- Overexposed Tour (2012—2014)
- 12th Annual Honda Civic Tour (2013)
- Maroon V Tour (2015—2017)
- Red Pill Blues Tour (2018)

## Клипы
- 2003 — Harder to Breathe
- 2004 — This Love
- 2004 — She Will Be Loved
- 2007 — Makes Me Wonder
- 2007 — Wake Up Call
- 2007 — Won’t Go Home Without You
- 2008 — If I Never See Your Face Again (при участии Рианны)
- 2008 — Goodnight Goodnight
- 2010 — Misery
- 2010 — Give a Little More
- 2010 — Hands All Over
- 2011 — Never Gonna Leave This Bed
- 2011 — Runaway
- 2011 — Moves Like Jagger (при участии Кристины Агилеры)
- 2012 — Payphone (при участии Уиз Калифа)
- 2012 — One More Night
- 2013 — Love Somebody
- 2014 — Maps
- 2014 — Animals
- 2015 — Sugar
- 2015 — This Summer’s Gonna Hurt Like a Motherfucker
- 2016 — Don’t Wanna Know (при участии Кендрика Ламара)
- 2017 — Cold (при участии Future)
- 2017 — What Lovers Do (при участии SZA)
- 2018 — Wait
- 2018 — Girls Like You (при участии Cardi B)
- 2019 — Memories

## Награды и номинации
2004
- Billboard Music Award — Digital Artist of the Year[174]
- MTV Europe Music Awards — Лучший новый артист
- MTV Video Music Awards Latin America — Лучший иностранный рок-артист
- New Music Weekly Award — AC40 Group/Duo of the Year
- Teen Choice Awards — Choice Breakout Artist
- World Music Award — World’s Best New Group[175]

2005
- Grammy Award (47-я церемония «Грэмми») — Лучший новый исполнитель
- Grammy Award (47-я церемония «Грэмми») — Лучшее вокальное поп исполнение дуэтом или группой песни «This Love» (Live — Friday the 13th version)[176]
- Groovevolt Music and Fashion Award — Лучшая совместная работа, дуэт или группа «She Will Be Loved»[177]
- NRJ Music Awards — Международный открытие года & Международная песня года «This Love»[178]

2007
- Billboard Music Award — Top Digital Album for «It Won't Be Soon Before Long»

2008
- Grammy Award (50-я церемония «Грэмми») — Лучшее вокальное поп исполнение дуэтом или группой песни «Makes Me Wonder»
- Grammy Award (50-я церемония «Грэмми») — Лучший вокальный альбом «It Won't Be Soon Before Long» (номинация)

2009
- Grammy Award (51-я церемония «Грэмми») — Лучшее вокальное поп исполнение дуэтом или группой «Won’t Go Home Without You» (номинация)
- Grammy Award (51-я церемония «Грэмми») — Лучшее совместное вокальное поп исполнение «If I Never See Your Face Again» (с Rihanna) (номинация)

2011
- Grammy Award (53-я церемония «Грэмми») — Лучшее вокальное поп исполнение дуэтом или группой песни «Misery» (номинация)
- American Music Awards — Лучшая поп-рок-группа[179]

2012
- Peoples Choice Awards (38-я церемония награждения премии «Выбор народа») — Лучшая группа[180]
- Grammy Award (54-я церемония «Грэмми») — Лучшее вокальное поп исполнение дуэтом или группой песни «Moves Like Jagger» (feat. Christina Aguilera) (номинация)
- American Music Awards — Лучшая поп-рок-группа[181]